# Przepiórecznik
Przepiórecznik (Ophrysia superciliosa) – gatunek średniej wielkości ptaka z rodziny kurowatych (Phasianidae), jedyny przedstawiciel rodzaju Ophrysia. Występuje w północnych Indiach. Brak pewnych stwierdzeń od 1876. Gatunek uznawany jest jednak za krytycznie zagrożonego, nie zaś wymarły, ze względu na brak badań terenowych w jego znanym zasięgu.

## Taksonomia
Po raz pierwszy gatunek opisał John Edward Gray w Gleanings from the Menagerie and Aviary at Knowsley Hall w 1846. Nowemu gatunkowi nadał nazwę Rollulus superciliosus. Obecnie (2020) Międzynarodowy Komitet Ornitologiczny umieszcza przepiórecznika w monotypowym rodzaju Ophrysia. Jest gatunkiem monotypowym. Spreparowane okazy przechowywane są w muzeach w Liverpoolu, Nowym Jorku i Tring (stan w 2012).

## Morfologia
Długość ciała wynosi około 25 cm. Upierzenie samca jest głównie szarawe, odznacza się czarno-biały wzór na głowie i szyi. Czoło białe, podobnie jak brew i pasek oczny; na reszcie głowy i szyi występują przemieszane czarno-białe pióra. Gardło czarne. Grzbiet ciemnobrązowy, w niższej części szary; pióra są czarno obrzeżone. Skrzydła brązowawe. Pokrywy podogonowe czarno-białe. U samicy upierzenie jest w większości cynamonowobrązowe, spód ciała jaśniejszy, pokryty czarnymi plamkami. Czubek głowy jasnobrązowy, okolice oka białe. Dziób jaskrawoczerwony, nogi jasnoczerwone.

## Zasięg występowania
Przepióreczniki stwierdzono wyłącznie w zachodnich Himalajach w stanie Uttarakhand (północno-zachodnie Indie). Przed 1877 odłowiono około tuzina osobników w okolicach Mussoorie i Nainital. Fuller (1987, 2000) uznał za znaczący fakt, że wszystkie wiarygodne doniesienia pochodzą z jednego, krótkiego (30 lat) okresu. Był przekonany, że niesprzyjające warunki pogodowe przygnały przepióreczniki z jakichś obszarów na północ od ich znanego zasięgu. Blanford (1898) zwrócił uwagę na ich długie, puszyste upierzenie, które miało wskazywać na pochodzenie tych ptaków z obszarów o chłodnym klimacie.

## Ekologia i zachowanie
Przepióreczniki były odnotowywane na stromych zboczach porośniętych długimi trawami i krzewami między 1650 a 2400 m n.p.m. Żywią się nasionami traw oraz prawdopodobnie jagodami i owadami. Zwykle spotykane w grupach od 6 do 12, są bardzo skryte i nie latają, dopóki prawie się na nie nie nadepnie. Lot powolny i ciężki. O rozrodzie nie wiadomo nic. Jeden roczny samiec odłowiony w czerwcu był właśnie w trakcie pierzenia, możliwe więc, że we wrześniu mały miejsce lęgi.

## Status
IUCN uznaje przepiórecznika za krytycznie zagrożonego (CR, Critically Endangered) nieprzerwanie od 1994 (stan w 2020). W połowie XIX wieku przepióreczniki mogły być jeszcze dość pospolite, ale pod koniec stulecia nastąpił spadek populacji. Brak pewnych obserwacji od 1876 może wskazywać na wymarcie gatunku. Jednak prawdopodobnie obserwowano przedstawicieli gatunku w 1984 (okolice Suwakholi), Nainital (2003), zaś pewien myśliwy w 2010 doniósł o zaobserwowaniu samicy. Jest możliwe, że mała populacja żyje w odludnych okolicach niższych i środkowych partii Himalajów, szczególnie że pokrewne gatunki są trudne do wykrycia. Nie odłowiono wielu okazów, co wskazuje na niewielki wpływ polowań na spadek liczebności.